# مؤمن‌آباد (بابل)
مؤمن آباد ، روستایی از توابع بخش بندپی غربی شهرستان بابل در استان مازندران ایران است.

## جمعیت
این روستا در دهستان شهیدآباد قرار دارد و براساس سرشماری مرکز آمار ایران در سال ۱۳۸۵، جمعیت آن ۸۳۰ نفر (۲۳۷خانوار) بوده‌است.